# Wspólnota administracyjna Großbreitenbach
Wspólnota administracyjna Großbreitenbach (niem. Verwaltungsgemeinschaft Großbreitenbach) – dawna wspólnota administracyjna w Niemczech, w kraju związkowym Turyngia, w powiecie Ilm. Siedziba wspólnoty znajdowała się w mieście Großbreitenbach. Powstała 19 maja 1994.
Wspólnota administracyjna zrzeszała osiem gmin, w tym jedną gminę miejską (Stadt) oraz siedem gmin wiejskich: 
1. Altenfeld
2. Böhlen
3. Friedersdorf
4. Gillersdorf
5. Großbreitenbach, miasto
6. Herschdorf
7. Neustadt am Rennsteig
8. Wildenspring

6 lipca 2018 do wspólnoty administracyjnej przyłączono gminy Herschdorf oraz Neustadt am Rennsteig z rozwiązanej wspólnoty administracyjnej Langer Berg.
1 stycznia 2019 wspólnota została rozwiązana, a jej gminy Altenfeld, Böhlen, Friedersdorf, Gillersdorf, Herschdorf, Neustadt am Rennsteig oraz Wildenspring zostały przyłączone do miasta Großbreitenbach i stały się tym samym jego dzielnicami.